# Gela
Gela település Olaszországban, Szicília régióban, Caltanissetta megyében. Lakosainak száma 71 217 fő (2023. január 1.). Gela Butera, Mazzarino, Niscemi, Acate és Caltagirone községekkel határos.

## Fekvése
Ragúsától nyugatra, Agrigentotól 80 km-re, a tenger mellett fekvő település.

## Nevének eredete
A város nevét a közeli Gela folyóról kapta.

## Története

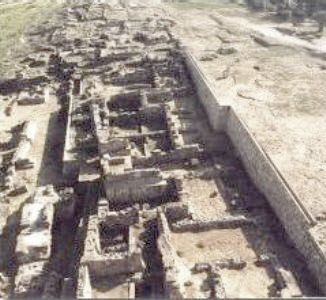
Az ókori Gela romjai

Gelát i. e. 688-ban Rodoszi és Krétai telepesek alapították, akik leendő lakhelyüket egy természetes dombon építették fel. Gelon a város ambiciózus türannosza 485-ben székhelyét Szürakuszaiba helyezte át, ezzel végetvetve Gela évszázados aranykorának. A várost 405-ben nagy harcok árán a punok foglalták el, földig rombolva épületeit. A később újjáépült város 282-ben ismét a karthágóiak áldozatává vált, lakói a mai Licatába menekültek. A régi Gela helyén 1233-ban II. Frigyes hozott létre új várost, Terranova néven. A várost csak 1928-ban keresztelték vissza az antik Gela névre.
1943-ban a város tágas öblében szálltak partra a szövetséges amerikai csapatok, hogy megkezdjék előnyomulásukat Róma felé.
A város környékén végzett régészeti feltárások anyaga; antik leletei, terrakotta bronztárgyai, a gazdag numizmatikai kollekció a Corso Vittorio Emanuele modern Régészeti Múzeumában (Museo Archeologico) találhatók.

## Nevezetességek
- Régészeti Múzeum - a város fejlődéstörténetével ismerteti meg a látogatókat.

- Katedrális - a 18. század végén épült, homlokzatán ion és dór féloszlopokkal.

- Capo Soprano - ókori rommező egy a tengerpartot követő hosszan elnyúló dombtetőn található, egykor 4000x600 méter területet foglalt el. Antik épületein kívül két dór templom maradványai is napvilágra kerültek itt itt.

## Galéria

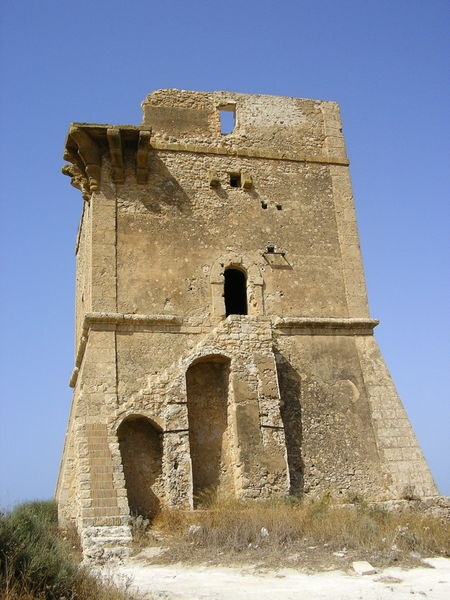
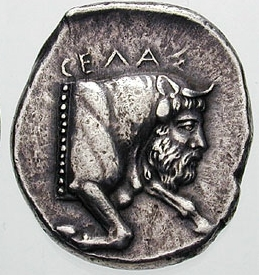
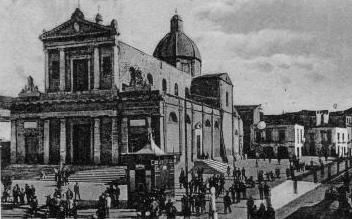
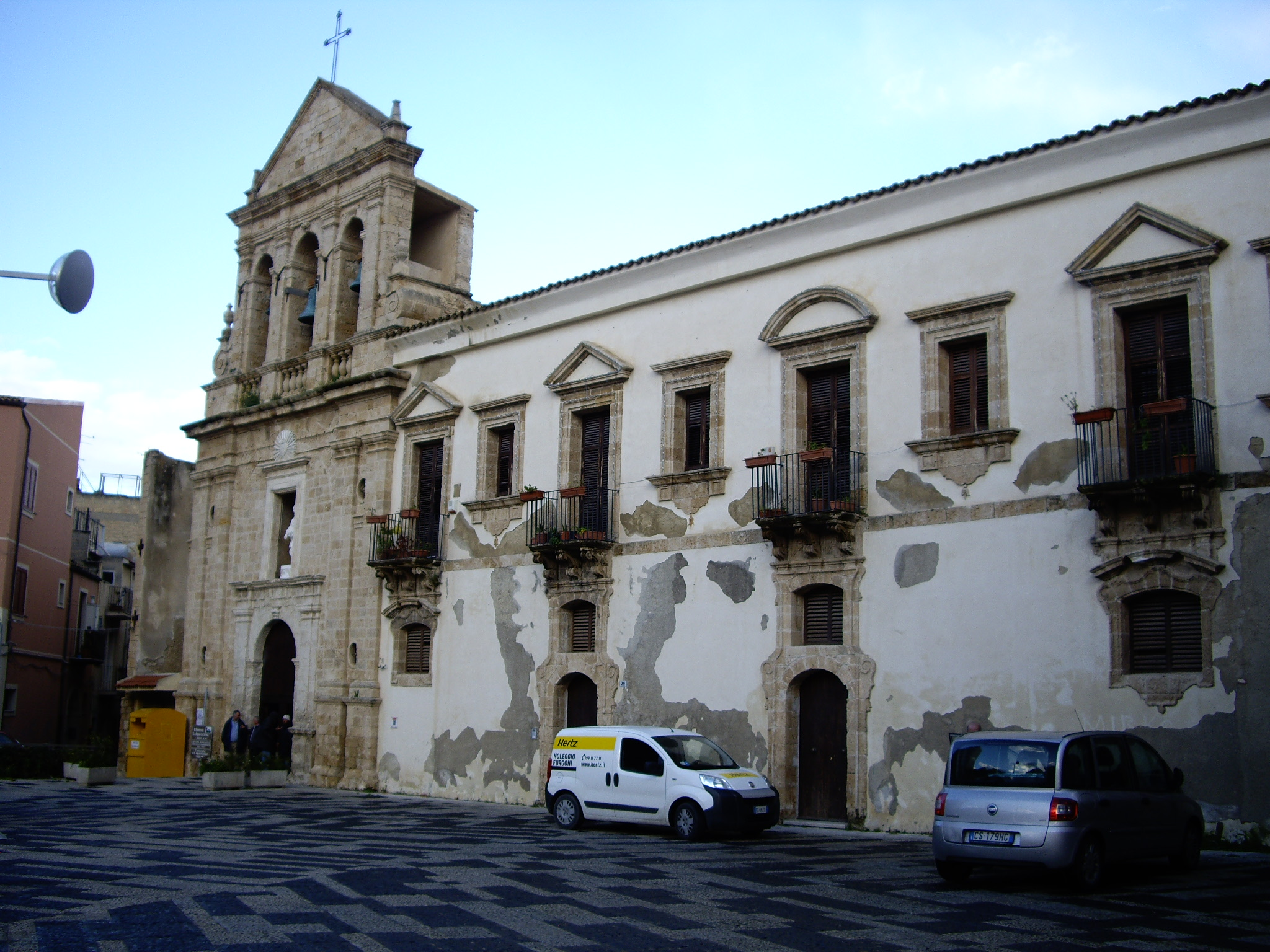
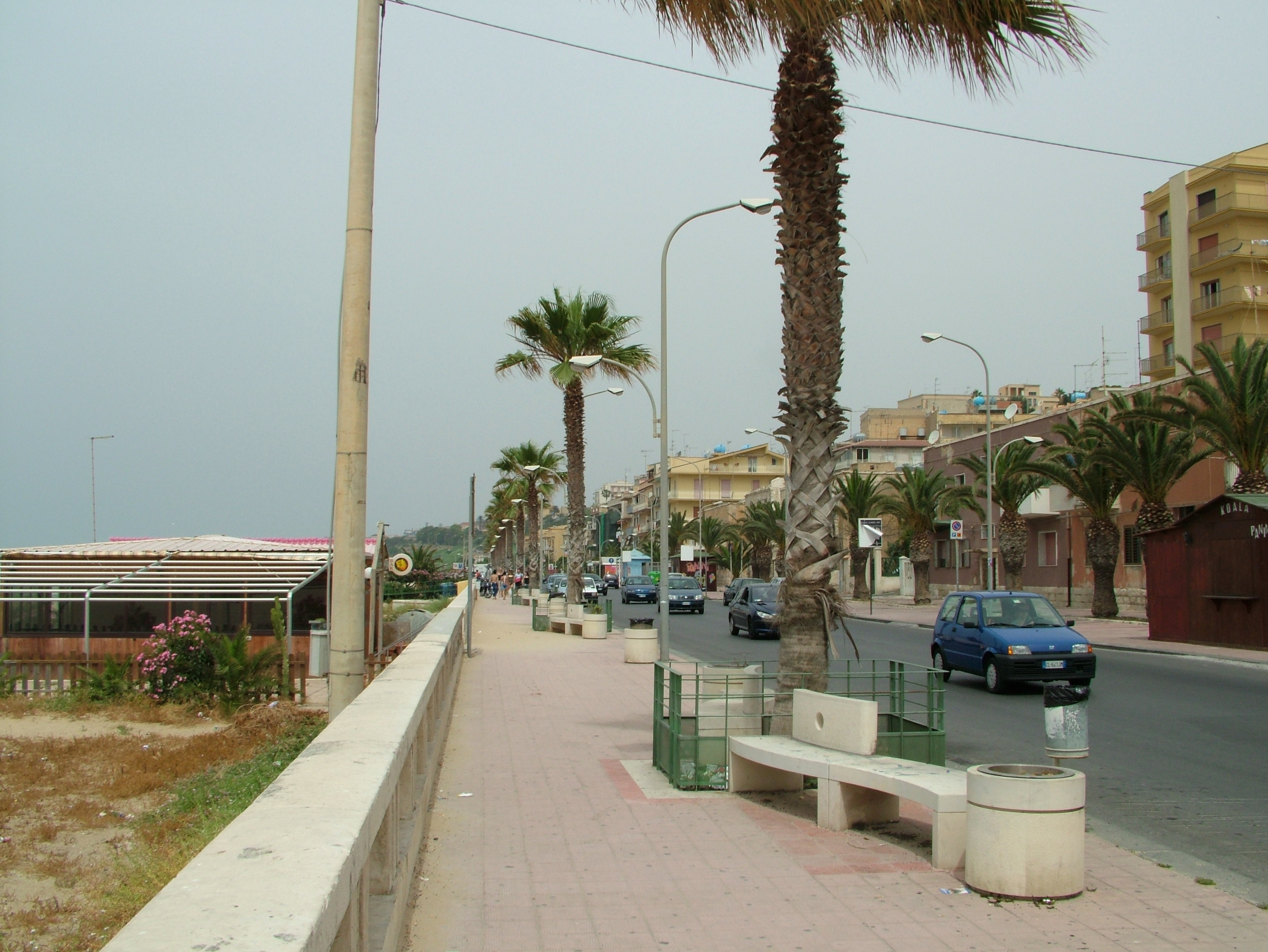
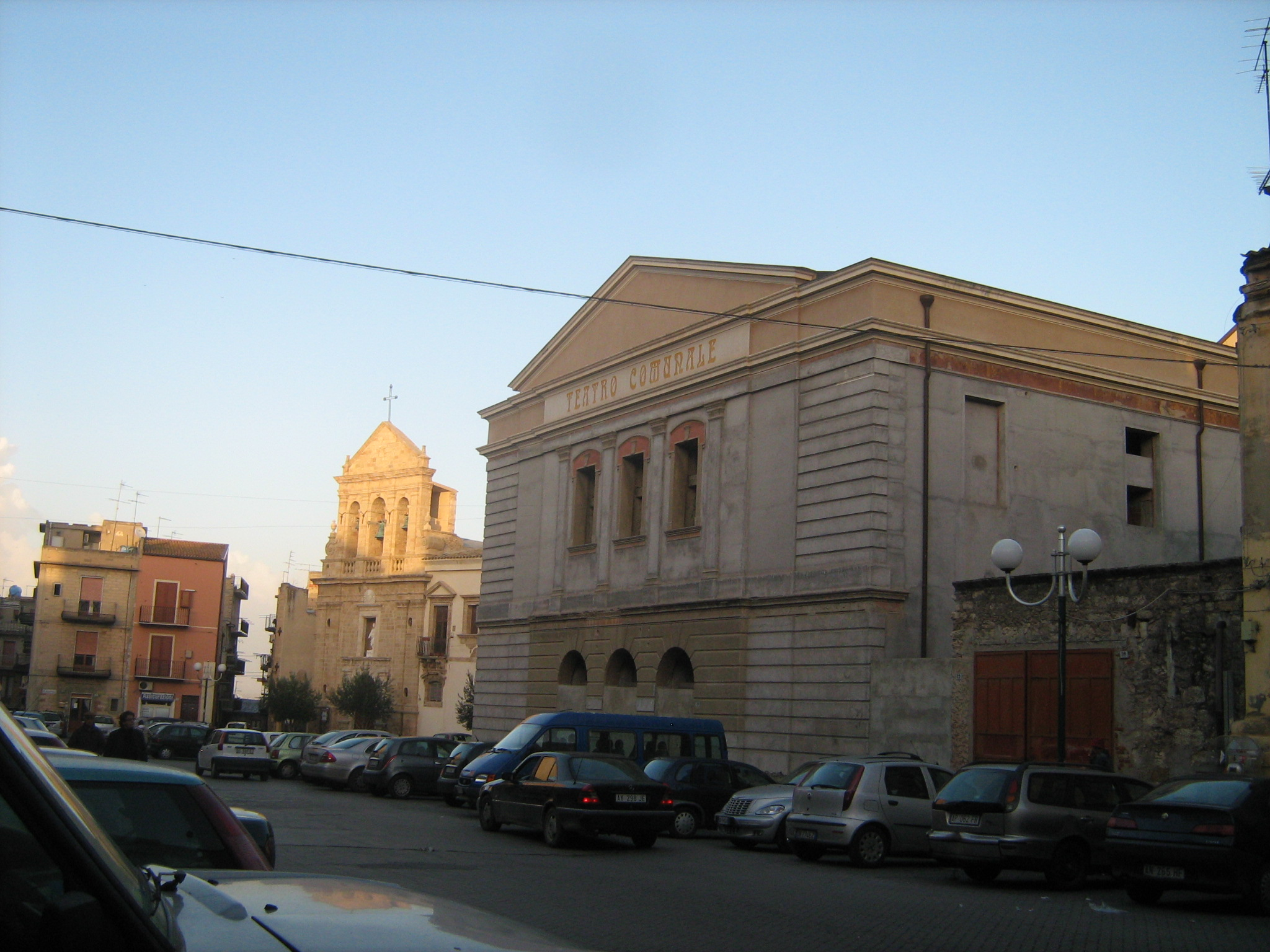
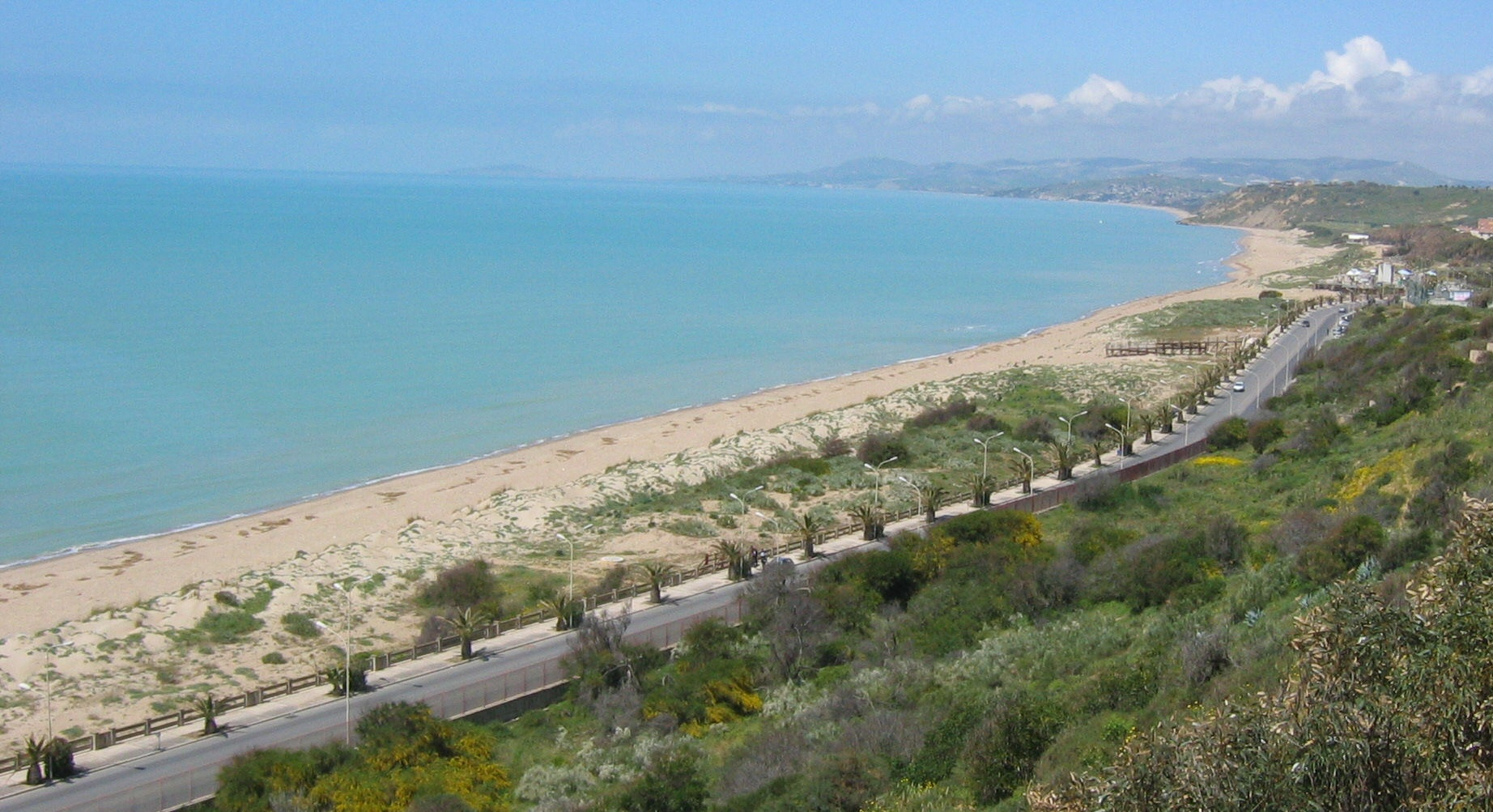
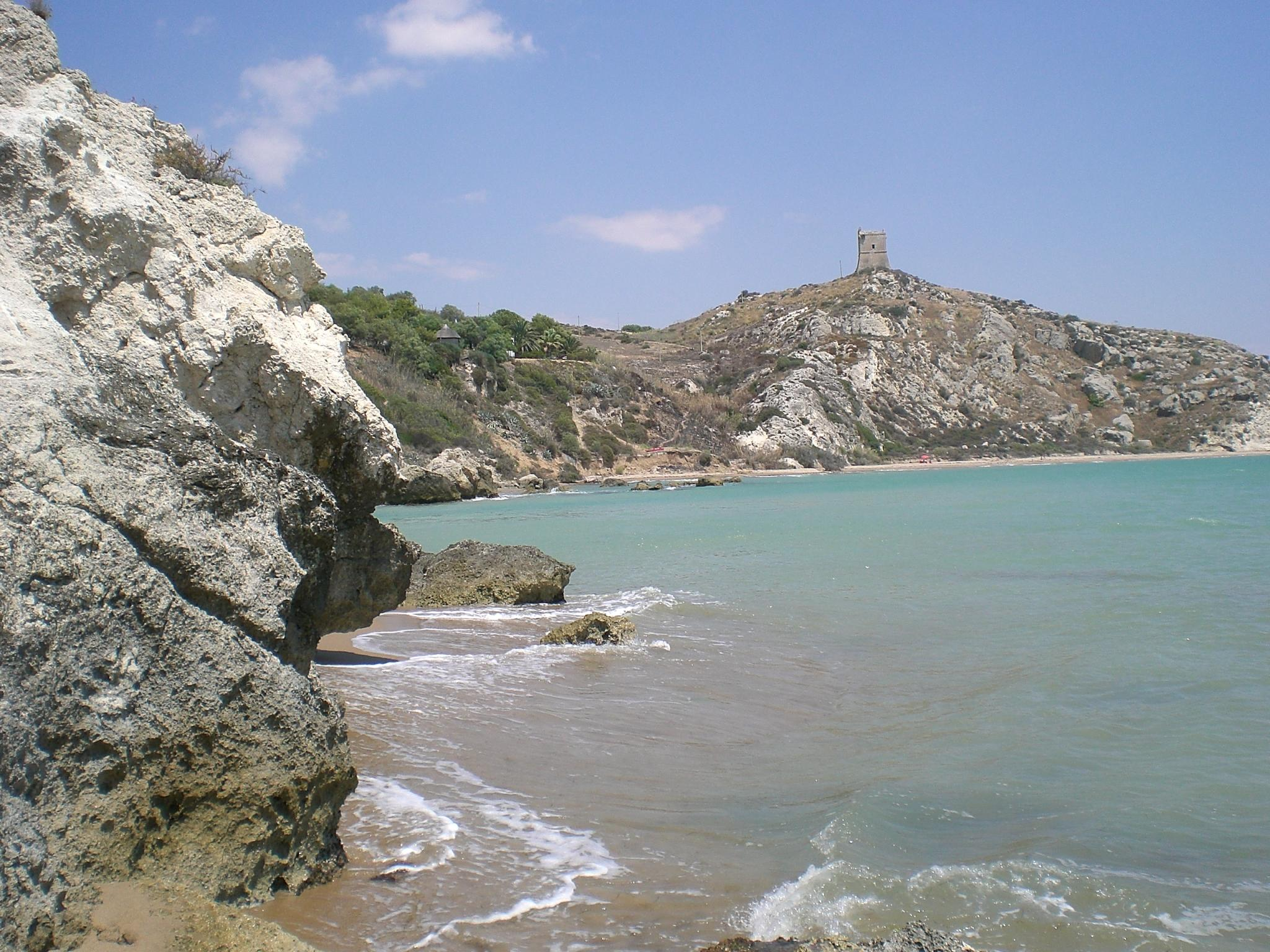

## Népesség
A település lakossága az elmúlt években az alábbi módon változott:
| Lakosok száma | 75 827 | 75 522 | 75 458 | 74 858 | 73 485 | 71 217 |
|               | 2015   | 2016   | 2017   | 2018   | 2019   | 2023   |